# Olle Borg

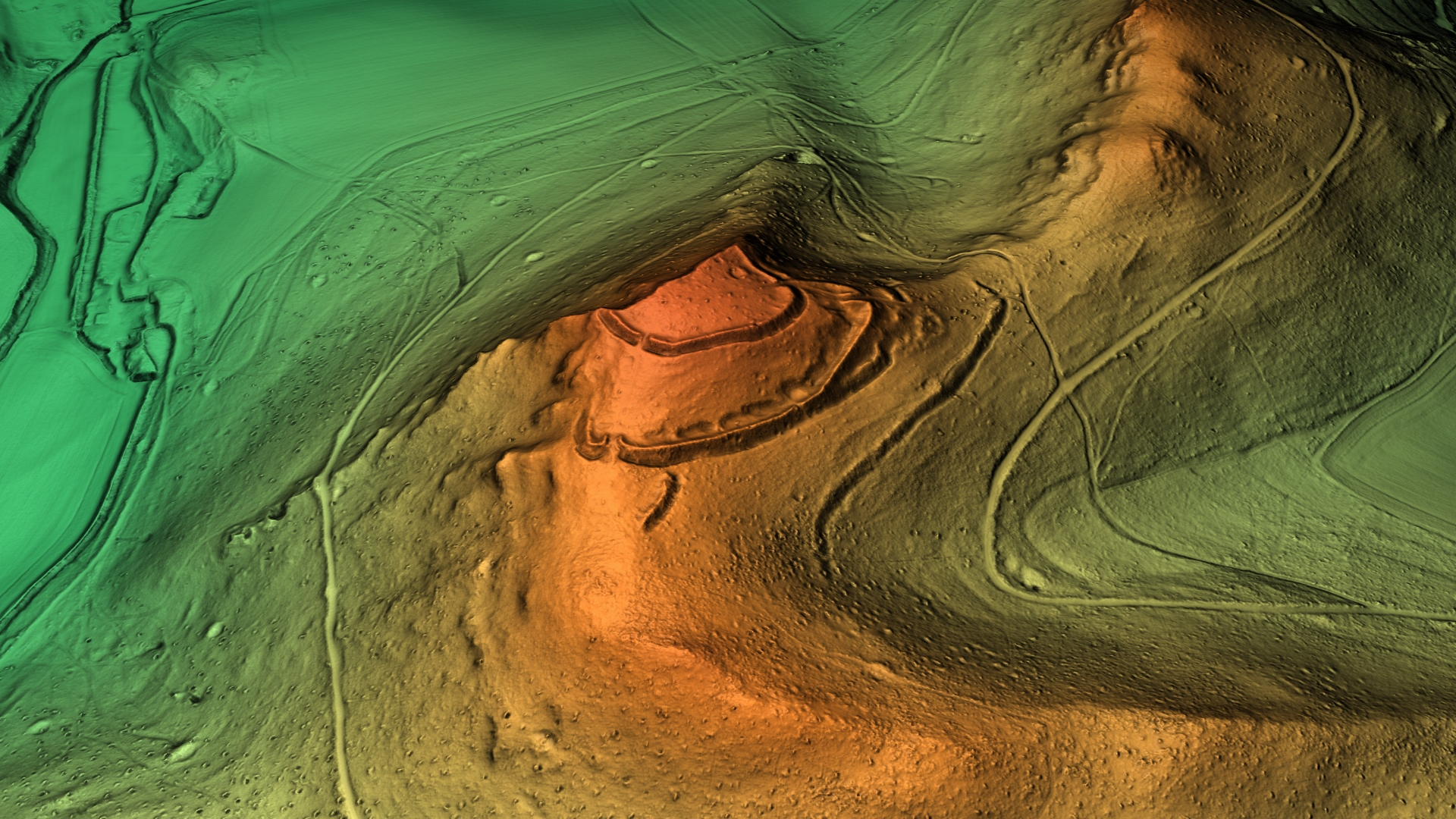
3D-Ansicht des digitalen Geländemodells

Die Olle Borg ist eine Wallburg in Wocklum bei Balve im Märkischen Kreis in Nordrhein-Westfalen. Die Burganlage stammt vermutlich aus ottonischer Zeit.

## Beschreibung
Die Höhenburg liegt östlich von Balve in etwa 700 m Entfernung zum Schloss Wocklum. Sie liegt auf dem Burgberg. Dieser ist etwa 350 m hoch und überragt die Umgebung. Auf der ebenen Kuppe befindet sich die Wallburg. Im Süden, Westen und Osten existieren Wall- und Grabensysteme. Im steilabfallenden Norden waren diese nicht nötig. Das Zentrum der Burg ist etwa 140 × 80 m groß. Geschützt wurde es durch einen um 5,30 m hohen Wall mit einem vorgelagerten Graben. Davor erhebt sich in einem unterschiedlichen Abstand von etwa 30 bis 80 m ein weiterer Wall mit vorgelagerten Graben. Die Anlage endet an Steilhängen.
Ein weiterer Wall mit Graben von etwa 350 m Länge ist dem im Südosten tiefer am Hang des Berges vorgelagert. Im Süden und Osten bilden im inneren und mittleren Wall stark gesicherte Zangentore den Zugang. Geschützt wird der Zugang durch eingebogene Mauern aus gemörtelten Steinen.
Der Berggipfel mit dem Kernbereich der Anlage liegt im Naturschutzgebiet Burgberg Wocklum.

## Datierung
Die Datierung der Anlage ist unsicher. Die ältere Forschung hielt sie für karolingisch. Philipp R. Hömberg sah in ihr eine Anlage aus dem 10. oder gar 11. Jahrhundert.